# Bodotria scorpioides
Bodotria scorpioides là một loài giáp xác thuộc bộ Cumacea và chi Bodotria. Chúng được tìm thấy ở phía Đông Đại Tây Dương, Địa Trung Hải và Biển Đen. B. scorpioides không có một gai đuôi. Đốt ngực đầu tiên quá ngắn để được nhìn thấy từ trên cao, đốt thứ hai thì dài hơn.

## Hình ảnh

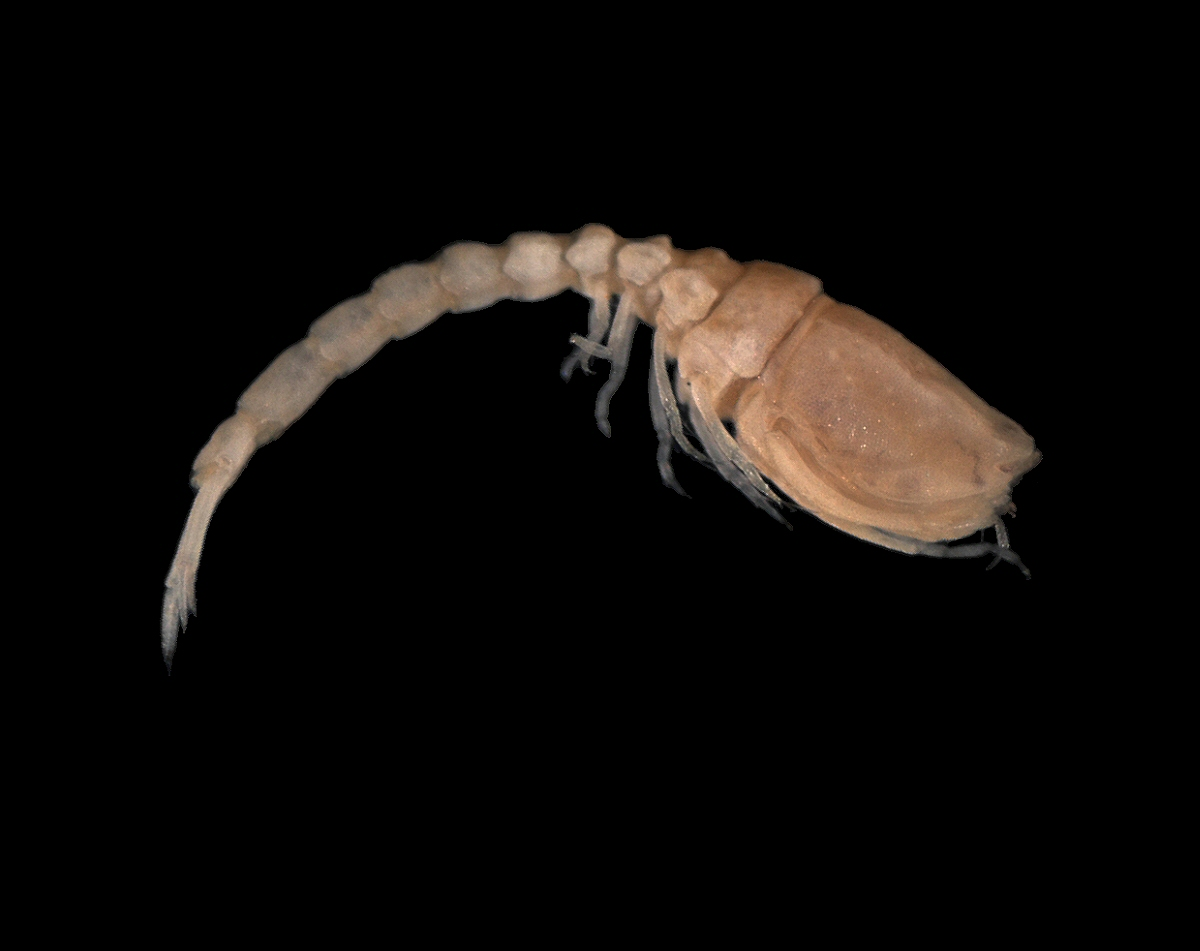
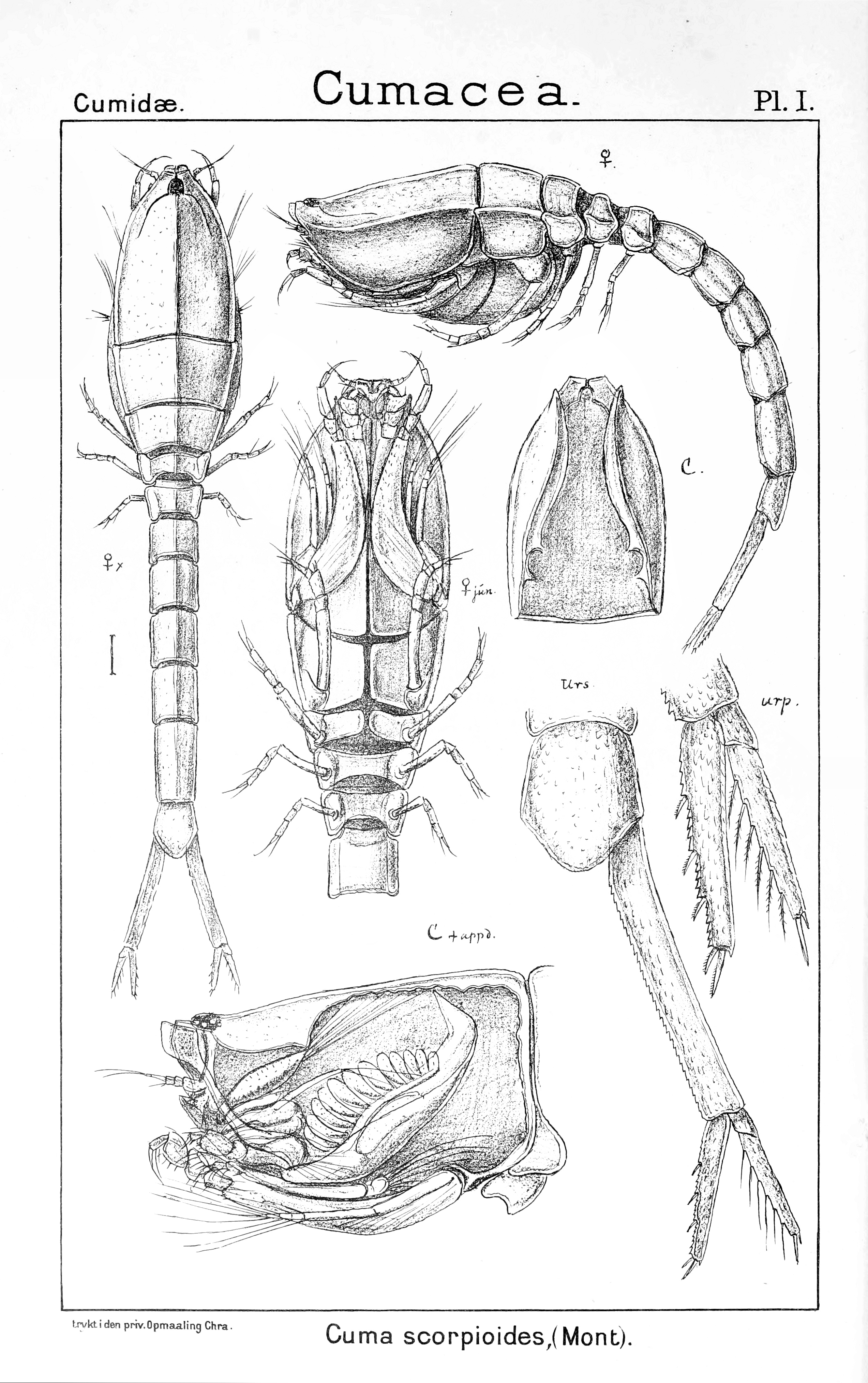
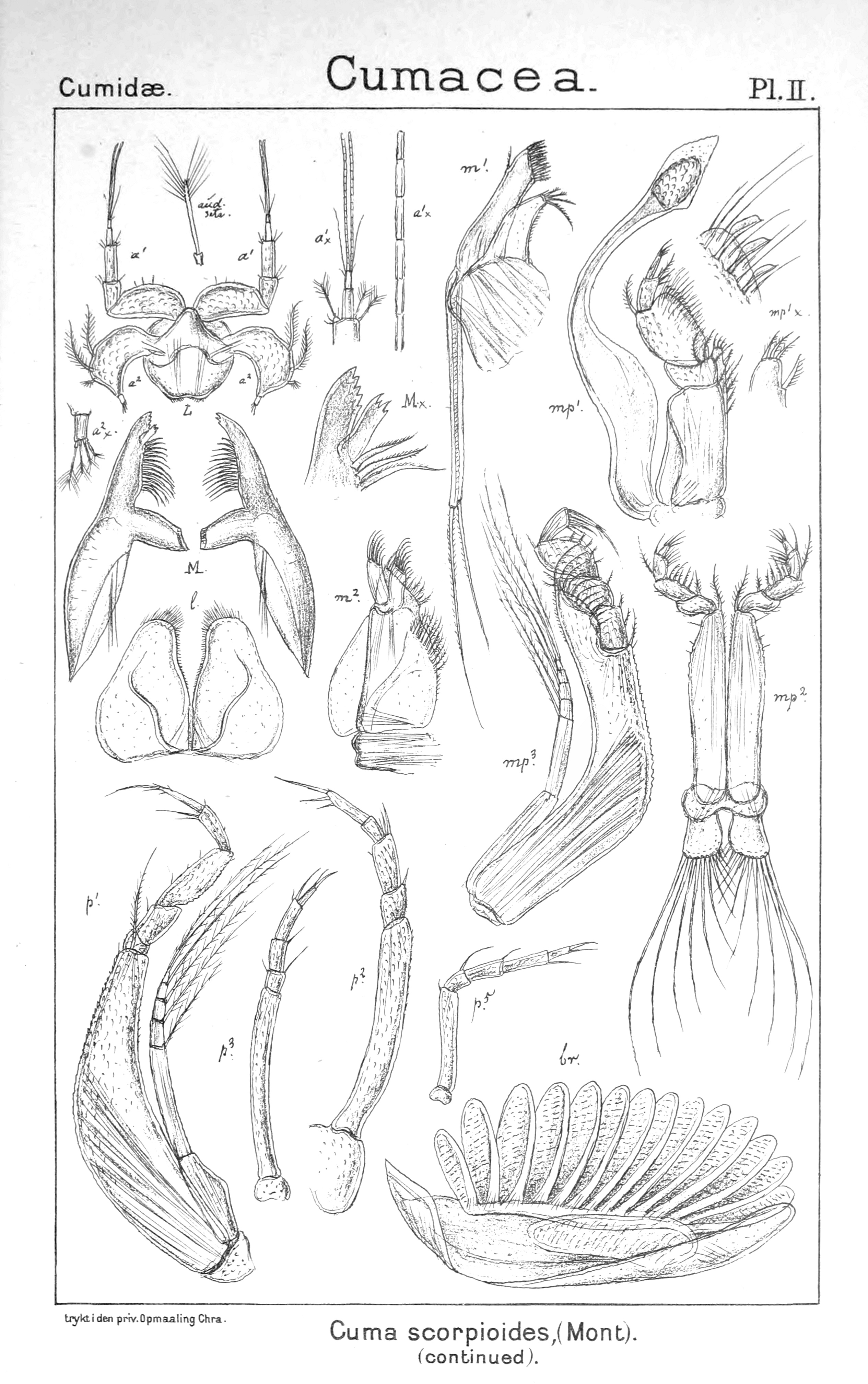
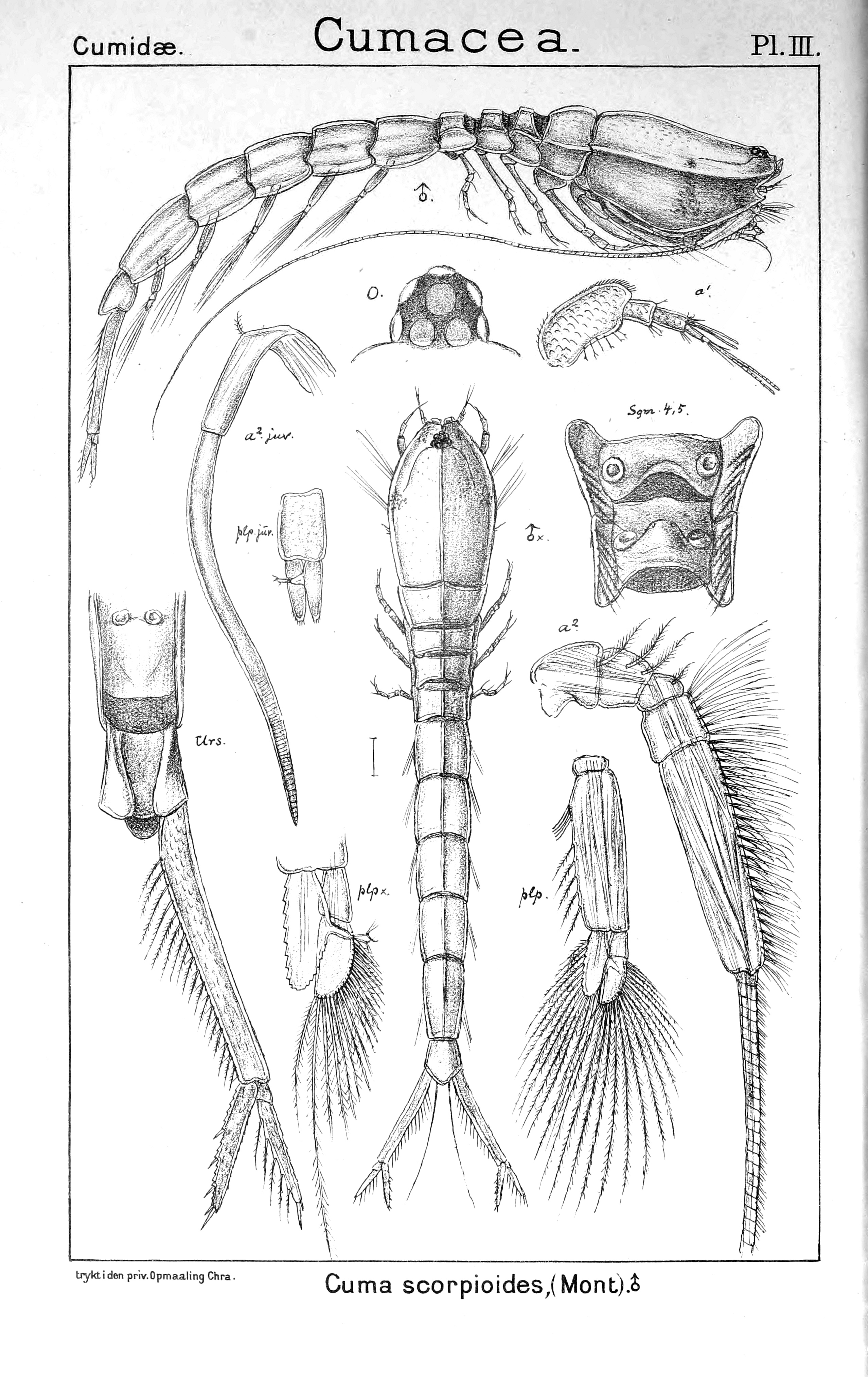